# AFI 선정 100대 스타
AFI 선정 100대 스타(AFI's 100 Years...100 Stars)는 미국 영화 연구소의 목록으로, 미국 영화 사상 가장 위대한 스크린 레저드인 상위 25명의 여성과 25명의 남성의 순위를 매긴다. AFI 100년 시리즈의 2번째 목록이다.

## 목록

### 남성
1. 험프리 보가트
2. 캐리 그랜트
3. 제임스 스튜어트
4. 말론 브란도
5. 프레드 아스테어
6. 헨리 폰다
7. 클라크 게이블
8. 제임스 캐그니
9. 스펜서 트레이시
10. 찰리 채플린
11. 게리 쿠퍼
12. 그레고리 펙
13. 존 웨인
14. 로런스 올리비에
15. 진 켈리
16. 오슨 웰스
17. 커크 더글러스
18. 제임스 딘
19. 버트 랭커스터
20. 막스 형제
21. 버스터 키턴
22. 시드니 푸아티에
23. 로버트 미첨
24. 에드워드 G. 로빈슨
25. 윌리엄 홀든

### 여성
1. 캐서린 헵번
2. 베티 데이비스
3. 오드리 헵번
4. 잉그리드 버그먼
5. 그레타 가르보
6. 마릴린 먼로
7. 엘리자베스 테일러
8. 주디 갈런드
9. 마를레네 디트리히
10. 조앤 크로퍼드
11. 바버라 스탠윅
12. 클로데트 콜베르
13. 그레이스 켈리
14. 진저 로저스
15. 메이 웨스트
16. 비비언 리
17. 릴리언 기시
18. 셜리 템플
19. 리타 헤이워스
20. 로런 버콜
21. 소피아 로렌
22. 진 할로
23. 캐럴 롬바드
24. 메리 픽퍼드
25. 에바 가드너

## 후보

### 250명 여성 후보
- 그레이시 앨런
- 준 앨리슨
- 주디스 앤더슨
- 아나벨라 (배우)
- 이브 아덴
- 진 아서
- 메리 애스터
- 루실 볼
- 털룰라 뱅크헤드
- 테다 바라
- 에설 배리모어
- 앤 백스터
- 루이스 베버스
- 바버라 벨 게디스
- 콘스턴스 베넷
- 조앤 베넷
- 조앤 블론델
- 클레어 블룸
- 앤 블라이스
- 벨루아 본디
- 셜리 부스
- 클래라 보
- 앨리스 브레이디
- 베티 브론슨
- 루이즈 브룩스
- 버지니아 브루스
- 빌리 버크 (여자 배우)
- 스프링 바잉톤
- 키티 카리슬
- 매들린 캐럴 (1906년)
- 시드 챠리시
- 루스 채터턴
- 메이 클라크
- 돌로레스 코스텔로
- 진 크레인
- 비올라 다나
- 도러시 댄드리지
- 베베 대니얼스
- 린다 다넬
- 다니엘 다리외
- 제인 다웰
- 매리언 데이비스
- 조안 데이비스
- 도리스 데이
- 라레인 데이
- 이본 디 카를로
- 루비 디
- 글로리아 드헤븐
- 올리비아 드 하빌랜드
- 돌로레스 델리오
- 루이즈 드레서
- 마리 드레슬러
- 마가렛 듀몬트
- 아이린 던
- 디애나 더빈
- 데일 에반스
- 프랜시스 파머
- 글렌다 패럴
- 알리스 페이
- 베티 필드
- 그레이시 필즈
- 제럴딘 피츠제럴드
- 론다 플레밍
- 니나 포크
- 조앤 폰테인
- 케이 프란시스
- 페기 앤 가너
- 베티 개릿
- 그리어 가슨
- 재닛 게이너
- 미치 게이너
- 허마이어니 깅골드
- 도로시 기시
- 폴렛 고더드
- 루스 고든
- 베티 그레이블
- 글로리아 그레이엄
- 보니타 그랜빌
- 캐스린 그레이슨
- 제인 그리어
- 코린 그리피스
- 진 헤이건
- 바바라 헤일
- 마거릿 해밀턴 (배우)
- 앤 하딩
- 준 헤이버
- 헬렌 헤이스
- 수전 헤이워드
- 소냐 헤니
- 주디 홀리데이
- 설레스트 홈
- 미리엄 홉킨스
- 리나 혼
- 마샤 헌트
- 킴 헌터
- 러스 허시
- 베티 허튼
- 제니퍼 존스
- 루비 킬러
- 마지 케네디
- 데버러 카
- 베로니카 레이크
- 헤디 라마르
- 도로시 라무어
- 엘자 랜체스터
- 프리실라 레인
- 앤절라 랜즈베리
- 파이퍼 로리
- 재닛 리
- 조안 레슬리
- 비베카 린드포르스
- 지나 롤로브리지다
- 베시 러브
- 머나 로이
- 이다 루피노
- 지네트 맥도널드
- 안나 마냐니
- 마조리 메인
- 도러시 멀론
- 제인 맨스필드
- 매 마쉬
- 메리 마틴
- 버지니아 메이오
- 메이 매커보이
- 머세이디스 매케임브리지
- 해티 맥대니얼
- 도러시 맥과이어
- 니나 메이 매키니
- 버터플라이 맥퀸
- 우나 머켈
- 에설 머먼
- 앤 밀러
- 카르멩 미란다
- 마리아 몬테스
- 콜린 무어
- 애그니스 무어헤드
- 리타 모레노
- 메이 머리
- 밀드레드 네트윅
- 알라 나지모바
- 퍼트리샤 닐
- 폴라 네그리
- 안나 Q. 닐슨
- 메이블 노먼드
- 마가렛 오브라이언
- 모린 오하라
- 모린 오설리번
- 멀 오베론
- 제럴딘 페이지
- 릴리 팔머
- 엘리너 파커
- 게일 패트릭
- 자수 피츠
- 엘리너 파월 (배우)
- 제인 파웰
- 마리 프레보스트
- 에드나 퍼바이언스
- 루이제 라이너
- 베라 랠스턴
- 마사 레이
- 도나 리드
- 리 레믹
- 앤 리비어
- 데비 레이놀즈
- 셀마 리터
- 플로라 롭슨
- 제인 러셀
- 로절린드 러셀
- 앤 루더포드
- 마샤 스코트
- 진 시버그
- 노마 시어러
- 앤 쉐리던
- 디나 쇼어
- 실비아 시드니
- 진 시몬스 (배우)
- 시몬 시몽
- 알렉시스 스미스
- 게일 손더가드
- 앤 소던
- 글로리아 스튜어트
- 머거릿 설래번
- 글로리아 스완슨
- 콘스탄스 탈매지
- 노마 탈매지
- 제시카 탠디
- 진 티어니
- 앤 토드
- 셀마 토드
- 클레어 트레버
- 라나 터너
- 루페 벨레스
- 베라엘런
- 에델 워터스
- 에스터 윌리엄스
- 로이스 윌슨
- 마리 윌슨
- 마리 윈저
- 셸리 윈터스
- 제인 위더스
- 애나 메이 웡
- 내털리 우드
- 아이린 워스
- 페이 레이
- 테리사 라이트
- 제인 와이어트
- 제인 와이먼
- 클라라 킴벌 영
- 로레타 영

### 250명 남성 후보
- 애벗과 코스텔로
- 버드 애벗
- 루 코스텔로
- 돈 어미치
- 브론코 빌리 앤더슨
- 데이나 앤드루스
- 로스코 아버클
- 조지 알리스
- 루이 암스트롱
- 에드워드 아놀드
- 진 오트리
- 루 에어스
- 킹 바고
- 존 배리모어
- 라이어널 배리모어
- 리처드 바델메스
- 프레디 바소로미우
- 워너 백스터
- 노아 비리
- 월리스 비어리
- 랠프 벨러미
- 존 벨루시
- 윌리엄 벤딕스
- 잭 베니
- 에드가 버겐
- 밀턴 베를
- 레이 볼거
- 워드 본드
- 샤를 부아예
- 에디 브랙큰
- 월터 브레넌
- 로이드 브리지스
- 조 E. 브라운
- 율 브리너
- 조지 번스
- 리처드 버턴
- 프란시스 X. 부시맨
- 에디 캔터
- 존 캐러딘
- 잭 칼슨
- 존 카사베티스
- 론 채니
- 론 채니 주니어
- 모리스 슈발리에
- 몽고메리 클리프트
- 리 J. 코브
- 찰스 코번
- 로널드 콜먼
- 잭키 쿠건
- 재키 쿠퍼
- 조지프 코튼
- 버스터 크래브
- 브로더릭 크로퍼드
- 흄 크로닌
- 빙 크로스비
- 로버트 커밍스
- 토니 커티스
- 댄 데일리
- 오시 데이비스
- 새미 데이비스 주니어
- 디바인 (배우)
- 리처드 딕스
- 로버트 도냇
- 브라이언 돈레비
- 멜빈 더글러스
- 지미 듀란트
- 버디 엡슨
- 넬슨 에디
- 더글러스 페어뱅크스
- 더글러스 페어뱅크스 주니어
- 호세 페레르
- W. C. 필즈
- 피터 핀치
- 배리 피츠제럴드
- 에롤 플린
- 글렌 포드
- 존 가필드
- 존 길구드
- 존 길버트 (배우)
- 재키 글리슨
- 팔리 그레인저
- 스튜어트 그레인저
- 앨릭 기니스
- 잭 헤일리
- 렉스 해리슨
- 윌리엄 S. 하트
- 하야카와 셋슈
- 스테링 하이든
- 밴 헤플린
- 폴 헌레이드
- 찰턴 헤스턴
- 밥 호프
- 에드워드 에버렛 홀튼
- 존 하우스먼
- 레슬리 하워드
- 록 허드슨
- 텁 헌터
- 존 휴스턴
- 월터 휴스턴
- 렉스 잉그럼
- 벌 아이브스
- 에밀 야닝스
- 벤 존슨 (배우)
- 밴 존슨
- 알 졸슨
- 루이 주르당
- 라울 훌리아
- 보리스 칼로프
- 대니 케이
- 하워드 킬
- 아서 케네디
- 앨런 래드
- 버트 라르
- 매리오 랜저
- 찰스 로턴
- 로럴과 하디
- 스탠 로럴
- 올리버 하디
- 피터 로퍼드
- 제리 루이스
- 해럴드 로이드
- 피터 로리
- 벨라 루고시
- 케이 루크
- 프레드 맥머리
- 고든 맥레이
- 칼 말덴
- 프레드릭 마치
- 딘 마틴
- 리 마빈
- 제임스 메이슨
- 레이먼드 매시
- 빅터 머추어
- 조엘 맥크리어
- 로디 맥도웰
- 빅터 매클래글렌
- 스티브 매퀸 (배우)
- 아돌프 멘주
- 버지스 메러디스
- 레이 밀랜드
- 살 미네오
- 토머스 미첼 (배우)
- 톰 믹스
- 리카르도 몬탈반
- 로버트 몽고메리
- 프랭크 모건
- 제로 모스텔
- 폴 무니
- 조지 머피
- 파야드 니콜라스
- 데이비드 니븐
- 라몬 노바로
- 잭 오키
- 에드먼드 오브라이언
- 팻 오브라이언
- 도널드 오코너
- 잭 팰런스
- 래리 팍스
- 조지 퍼파드
- 앤서니 퍼킨스
- 슬림 픽컨스
- 월터 피전
- 딕 파월
- 윌리엄 파월
- 타이론 파워
- 엘비스 프레슬리
- 로버트 프레스턴
- 빈센트 프라이스
- 앤서니 퀸
- 조지 래프트
- 클로드 레인스
- 배질 래스본
- 로널드 레이건
- 월리스 레이드
- 랠프 리처드슨
- 폴 로브슨
- 빌 로빈슨
- 로이 로저스
- 윌 로저스
- 길버트 롤랜드
- 시저 로메로
- 미키 루니
- 찰스 러글스
- 해롤드 러셀
- 로버트 라이언
- 조지 샌더스
- 랜돌프 스콧
- 피터 셀러스
- 로버트 쇼 (배우)
- 프랭크 시나트라
- 레드 스켈튼
- 딘 스톡웰
- 우디 스트로드
- 로버트 테일러 (배우)
- 스리 스투지스
- 모 하워드
- 프랜쇼 톤
- 벤 터핀
- 피터 유스티노프
- 루돌프 발렌티노
- 루디 발레
- 콘라트 파이트
- 에리히 폰 슈트로하임
- 막스 폰 쉬도브
- 클리프톤 웹
- 조니 와이즈뮬러
- 리차드 위드마크
- 코넬 와일드
- 칠 윌스
- 기그 영
- 로버트 영 (배우)